# Nemoria daedalea
Nemoria daedalea är en fjärilsart som beskrevs av Ferguson 1969. Nemoria daedalea ingår i släktet Nemoria och familjen mätare. Inga underarter finns listade i Catalogue of Life.